# Тихий гром (БПЛА)
ST-35 «Тихий гром» (англ. ST-35 Silent Thunder) — перспективный украинский ударный беспилотный авиационный комплекс класса дрон-камикадзе (барражирующий боеприпас). Предназначен для поражения цели методом самоуничтожения. Разрабатывается НПП «Атлон Авиа». Впервые продемонстрирован в 2019 году.
Комплекс имеет перспективный способ запуска с помощью вспомогательного мультикоптера, который после поднятия дрона на рабочую высоту полёта выполняет роль ретранслятора сигнала.

## Принцип действия
Дрон может находиться в двух фазах полёта: горизонтальный полёт при приближении к району цели и пикирования после наведения на цель. Поражение цели происходит на углах, близких к нормали, то есть почти вертикально сверху. Для повышения управляемости в фазе пикирования аппарат изготовлен по схеме биплана с двумя наборами X-образных плоскостей, которые установлены на фюзеляже.

## Технические характеристики
- Крейсерская скорость: 120 км/ч
- Время в воздухе: 60 мин
- Радиус действия: 30-40 км
- Взлётный вес: до 10 кг
- Боевая часть: 3,5 кг
- Круговое отклонение: до 2-3 м

### Номенклатура боевых частей
- термобарическая
- кумулятивная
- осколочно-фугасная